# Letsile Tebogo
Letsile Tebogo (Kanye, 2003. június 7. –) olimpiai bajnok botswanai atléta, rövidtávfutó. A 2024-es párizsi olimpián 200 méteres síkfutásban megnyert bajnoki címe volt hazája első aranyérme az olimpiák történetében. A Nemzetközi Atlétikai Szövetség 2024 decemberében az év atlétájának választotta.

## Pályafutása
Tebogo 2021 óta vesz részt nemzetközi atlétikai versenyeken. 2021 augusztusában a Kenyában rendezett U20-as világbajnokságon győzott 100 méteres távon 10,19-es idővel, 200 méteren pedig 20,38-cal lett ezüstérmes. 2022 áprilisában egy botswanai atlétikai versenyen 9,96-os idővel győzött 100 méteren, ami új U20-as világcsúcs volt. Az év során még kétszer döntötte meg ezt a rekordot, először a júliusi 2022-es világbajnokság egyik előfutamában futott 9,94-et Eugene-ben, majd az augusztusi U20-a világbajnokságon, Kolumbiában győzött a döntőben 9,91-es idővel. Ez az ideje lehetett volna jobb is, mivel az utolsó 10 méteren már kiengedett és ünnepelni kezdett, hasonlóan példaképe, Usain Bolt 2008-as olimpiai győzelméhez. A 200 méteres távon 19,96-ot futott a döntőben, amivel az előző évhez hasonlóan ismét ezüstérmes lett az U20-as korosztályban.
A 2023-as évben rendszeresen versenyzett a Diamond League sorozatban is 100 és 200 méteres távon. Több dobogós helyezés mellett egyszer, a júniusi Lausanne-i viadalon győzni is tudott a 200 méteres számban. Az augusztusi budapesti világbajnokságon előbb 100 méteren jutott döntőbe, ahol Noah Lyles győzött és mögötte Tebogoval együtt hárman is 9,88-as időt futottak. Az ezredmásodperceket is figyelembe véve végül Tebogoé lett az ezüstérem. Ezután következett a 200-as táv, ahol szintén döntőbe jutott és 19,81-es idővel a bronzérmet szerezte meg.
2024-ben részt vett a júliusi Székesfehérváron a Gyulai István Memorialon. 100 méteres távon indult és 9,99-es idejével második helyezett lett. Az augusztusi párizsi olimpián először ezen a távon jutott döntőbe. Először fordult elő a versenyszám történetében, hogy a fináléban részt vevő mind a nyolc sprinter 10 másodperc alatti időt értjen el, az első és az utolsó között mindössze 0,12 másodperc különbség volt. Így Tebogo egyébként nagyszerű 9,86-os egyéni csúcsa is csak a hatodik helyre volt elegendő. A 200-as távon a legjobb idővel jutott az elődöntőből a fináléba. Ebben a versenyszámban is sikerült egyéni csúcsot futnia, 19,46-os ideje győzelmet jelentett számára, megelőzve többek közt a 100 méteren győztes Noah Lylest is. Aranyérme Botswana első olimpiai aranya is egyben. Az olimpián rajthoz állt még a 4 × 400 méteres váltó számban is. A botswanai csapat a legjobb idővel került döntőbe, ahol Tebogo volt a befutóember és nagyot hajrázva az amerikai 400 méteres gátfutás győztesét, Rai Benjamint megszorítva végül az aranyéremről egy tizedmásodperccel lemaradva ezüstérmet nyert.

## Egyéni legjobbjai
| Versenyszám | Eredmény | Helyszín                          | Időpont            |
| ----------- | -------- | --------------------------------- | ------------------ |
| 100 m       | 9,86     | Párizs, Franciaország             | 2024. augusztus 4. |
| 200 m       | 19,46    | Párizs, Franciaország             | 2024. augusztus 8. |
| 400 m       | 44,29    | Pretoria, Dél-afrikai Köztársaság | 2024. március 18.  |